# Avila Beach
Avila Beach est une census-designated place située dans le comté de San Luis Obispo en Californie.

## Histoire
La ville fut fondée en 1867.

## Démographie
| 2000  | 2010  | - | - | - | - |
| ----- | ----- | - | - | - | - |
| 1 112 | 1 627 | - | - | - | - |

## Divers
La centrale nucléaire de Diablo Canyon se trouve à Avila Beach.

## Personnalités
- Molly O'Day (1911-1998) est morte à Avila Beach.
- James Griffith (1916-1993) est mort à Avila Beach.

## Source
- (en) Cet article est partiellement ou en totalité issu de l’article de Wikipédia en anglais intitulé « Avila Beach, California » (voir la liste des auteurs).